# Onanie

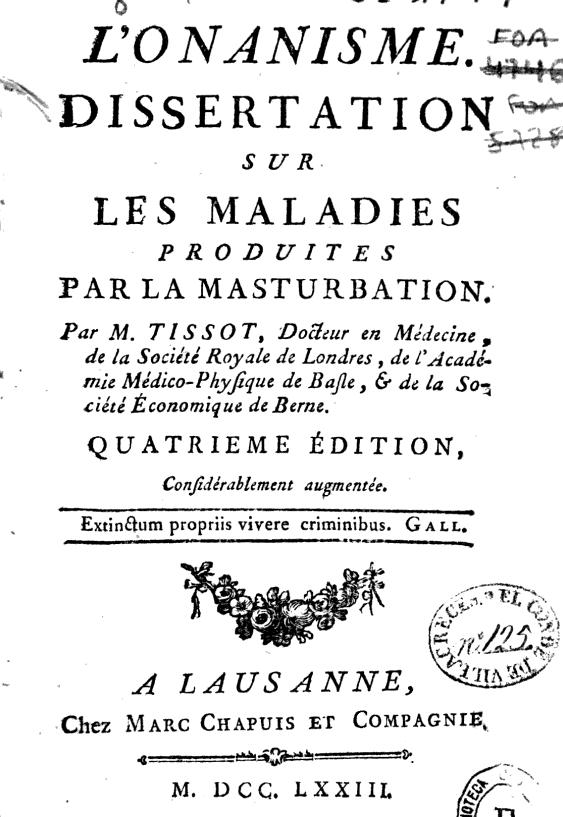
L'Onanisme. Tissots monografie die de kijk op masturbatie meer dan een eeuw negatief zou beïnvloeden

Met onanie wordt doorgaans masturbatie door een man bedoeld. Het woord is in het begin van de 18e eeuw afgeleid van de naam van een Bijbelse figuur, Onan, de tweede zoon van Juda, die een rol speelt in Genesis 38.

## Bijbelverhaal
Als een man overleden was, moest naar toenmalig joods gebruik zijn broer een kind verwekken bij diens weduwe, zijn schoonzus, als die kinderloos was gebleven. Dit heet het zwagerhuwelijk of leviraat. De oudste zoon van Juda, Er genaamd, werd door God gedood omdat hij slecht was in de ogen van God. Nu moest zijn jongere broer, Onan genaamd, trouwen met diens weduwe, Tamar. Onan echter wist dat een eventueel kind niet als zijn nageslacht zou gelden. Hij had wel geslachtsgemeenschap met Tamar, maar trok zich elke keer voor de zaadlozing terug en liet telkens als hij met de vrouw van zijn broer gemeenschap had zijn zaad op de grond terechtkomen, zodat hij geen nakomelingen voor zijn broer zou verwekken. In het Bijbelse verhaal wordt hij daarom veroordeeld: wat hij deed was slecht in de ogen van God en daarom liet God ook hem sterven.

### Duiding
In feite gaat het hier dus om coitus interruptus en niet om masturbatie. Geen kinderen willen verwekken was een zware zonde in het oude Israël en andere oude maatschappijen, omdat het volgens hen afdeed aan de kracht van de stam.
Een andere theorie is dat Onan 'zondig' was omdat hij alleen voor zichzelf kinderen wilde verwekken, en zijn broer geen kinderen gunde. In het verleden werd in christelijke kringen het accent op de verspilling van zaad gelegd als aanleiding voor 'Gods toorn'.

## Zaadlozing in de Bijbel
Leviticus hoofdstuk vijftien gaat over de seksuele vloeiingen in diverse situaties. Leviticus 15:16 legt uit hoe men na een zaadlozing moet handelen; onrein zijn (dus geen heilige diensten mogen verrichten, tot de avond - in Bijbelse context de volgende dag), het gehele lichaam baden en alles waarop de zaaduitstorting terecht is gekomen reinigen.

## L'Onanisme
Het verhaal van Onan werd voor het eerst gekoppeld aan masturbatie in een brochure getiteld Onania, geschreven door een anonieme Engelse kwakzalver en uitgegeven in 1716. In dit pamflet worden de 'verschrikkelijke gevolgen' van de 'afschuwelijke zonde van zelfbevlekking' breeduit geschilderd met de bedoeling om een poeder en een drankje (voor hoge prijzen) aan de man te brengen. De in zijn tijd bekende arts Samuel-Auguste Tissot (1728-1797) werd door deze brochure aangespoord om een geneeskundige verhandeling over de vermeende negatieve gevolgen van masturbatie te schrijven onder de titel L'Onanisme (1760). Dit boek was ongemeen invloedrijk en werd in vele talen vertaald en talloze malen herdrukt en nagevolgd, en het is de basis voor de foutieve betekenis die aan het Bijbelverhaal van Onan gehecht wordt.

## Masturbatie in vroeger tijden

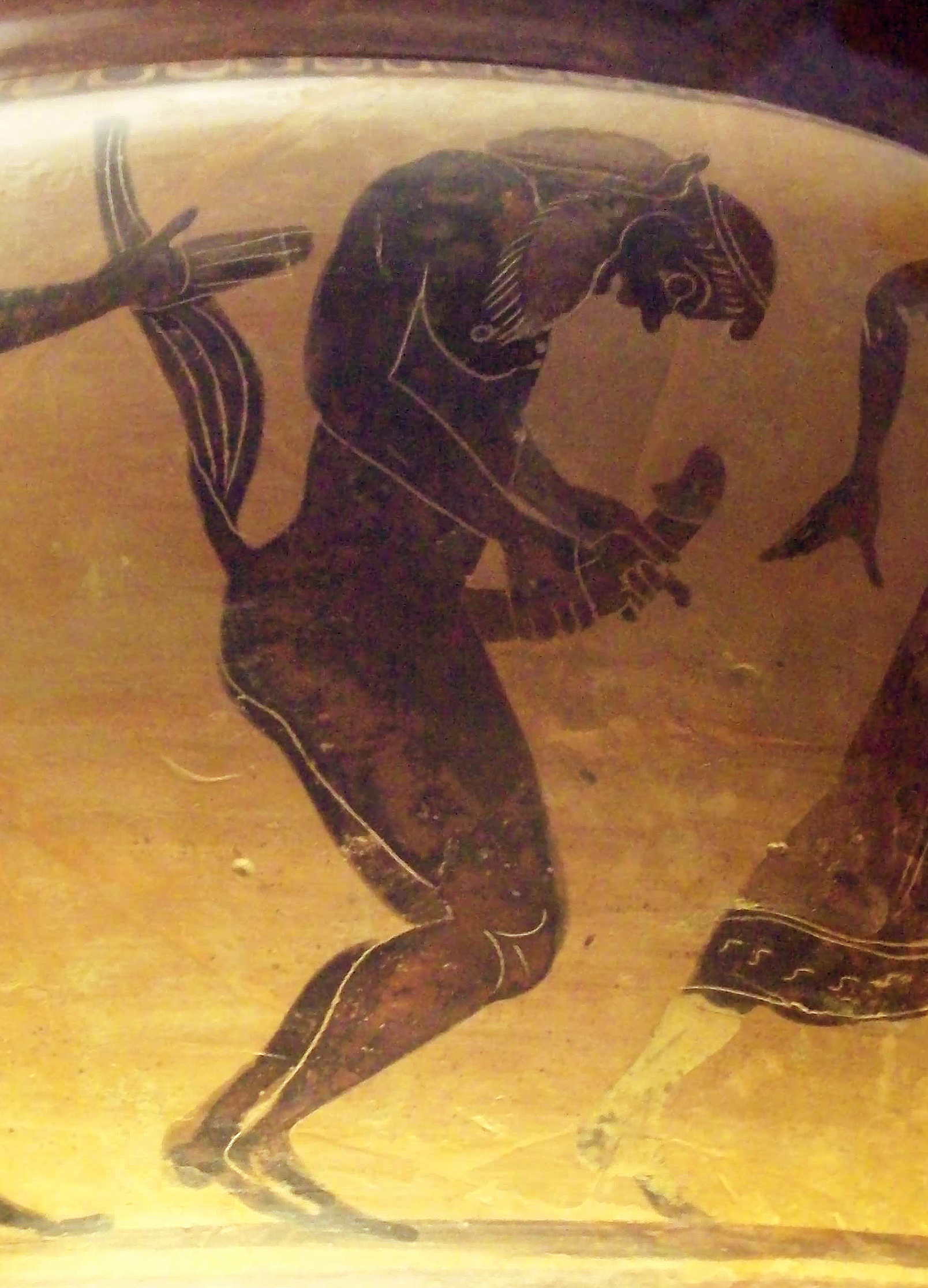
Een satyr bevredigt zichzelf op een oud-Griekse krater

Masturbatie an sich komt in de Bijbel niet voor; er is niets bekend over de mening van de bewoners van het Bijbelse Israël over masturbatie. In het algemeen geldt voor de wereldgeschiedenis tot aan de achttiende eeuw dat er weinig belangstelling was voor masturbatie; soms wordt een milde afkeuring bespeurd of vindt men het verschijnsel belachelijk.